# Grille-pain
Pour les articles homonymes, voir Grille.
Pour le personnage de dessin animé, voir Pac-Man (série télévisée d'animation)#Synopsis.
Un grille-pain, aussi appelé toasteur au Canada et en Suisse, est un appareil ou instrument permettant de maintenir des tranches de certains aliments devant une source de chaleur pour une durée déterminée ou non. Ce procédé a pour but de griller l'aliment choisi, par exemple le pain, pour bénéficier d'arômes supplémentaires, appréciés de ses utilisateurs.

## Usage

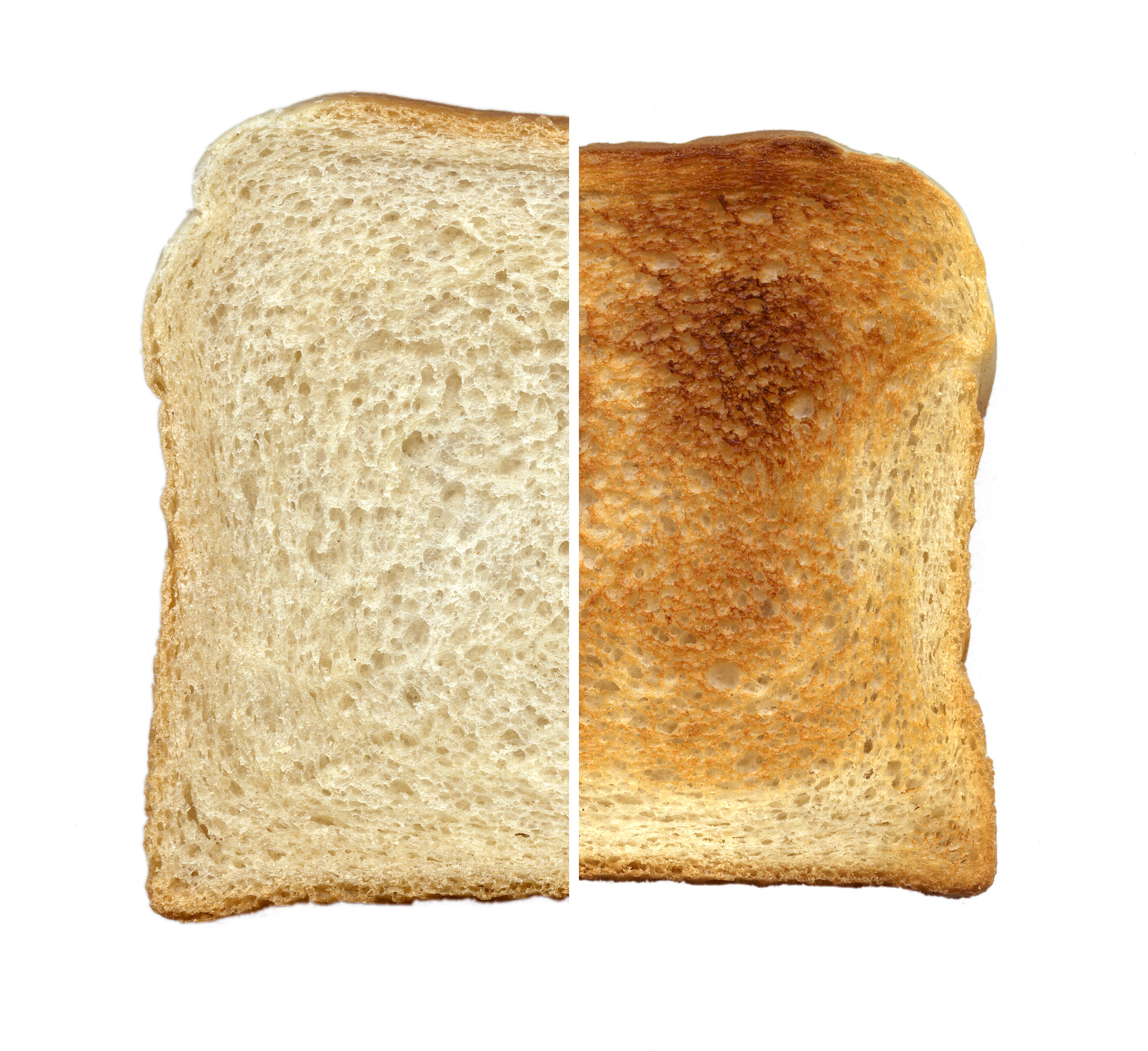
Une même tranche de pain, non grillée et grillée.

On grille le pain pour trois raisons :
- changer l'amidon de la pâte en glucide (sucre), ce qui donne un goût plus sucré et plus croustillant au pain ;
- le pain grillé est plus digeste que le pain non grillé ;
- le pain grillé se prête mieux pour étendre les mélanges à tartiner (beurre, marmelade, pâté, etc.).

Ces trois raisons sont d'autant plus appréciables pour du pain rassis.
On peut également utiliser  un grille-pain pour décongeler rapidement des tranches de pain, ou simplement pour le plaisir d'un pain chaud.

## Historique
L'usage de griller le pain s’est véritablement accru avec la domestication de l'électricité, surtout à partir de 1930. Auparavant, les sources de chaleur étaient le feu, les poêles à bois ou à charbon, et le gaz (principalement entre 1880 et 1930). 
Les instruments pour griller le pain s’accordaient à ces sources de chaleur :

### Grille-pain pour la flamme du feu
- Fourchette à griller, souvent avec un piètement pour disposer le pain devant le foyer. On en retrouve en cuivre, en laiton ou en bronze. Au XIXe siècle, certains modèles possédaient un manche télescopique. Il fallait piquer le pain sur la face opposée pour que le pain soit grillé des deux côtés.
- Grille-pain fixe, en fer forgé, avec un piétement pour disposer le pain devant le foyer et avec un ou plusieurs compartiments pour glisser la tranche de pain. Il fallait retourner manuellement la tranche de pain pour qu’elle soit grillée des deux côtés.
- Grille-pain tournant, en fer forgé, toujours avec un piétement, mais avec un compartiment pivotant pour griller le pain des deux côtés, sans avoir à manipuler le pain.

### Grille-pain pour les poêles
L'apparition du poêle, alimenté au bois, au charbon ou au gaz, a permis d’obtenir une source de chaleur mieux maîtrisée. Le grille-pain s’est adapté en conséquence, avec l'introduction rapide des poêles dans les foyers, principalement à partir de 1850. Le principe consiste à déposer le grille-pain sur un rond de poêle, au lieu de l'exposer directement à la flamme. On les classe en quatre catégories :
- grille-pain de type gril : le pain est coincé entre deux grilles de broche, avec une poignée. Ce type de grille-pain était beaucoup plus léger et maniable que celui en fonte ou en fer forgé ;
- grille-pain à base d’amiante : muni d’une poignée, ce grille-pain circulaire composé d’une plaque d’amiante et d’un réseau de broches était déposé directement sur le poêle, l'amiante agissant comme diffuseur de chaleur ;
- grille-pain de broche : comprend deux longues broches pliées de manière à former une surface, généralement en forme d'étoile ou de croix, où sera coincée la tranche de pain. Les extrémités droites sont insérées dans un fret pouvant être déplacé pour immobiliser les deux grilles et sont encastrées dans un manche de bois pour faciliter la manutention ;
- grille-pain de tôle : une plaque de tôle trouée reçoit le pain, maintenu en place par une grille repliée sur la plaque. Il peut s'agir d’une plaque simple ou de quatre plaques assemblées en forme pyramidale. Sur ces modèles, on dépose le pain presque à la verticale, ce qui permet de faire griller davantage de tranches. Des modèles similaires existent encore pour le camping.

### Grille-pain de table ou de comptoir avec l’électricité

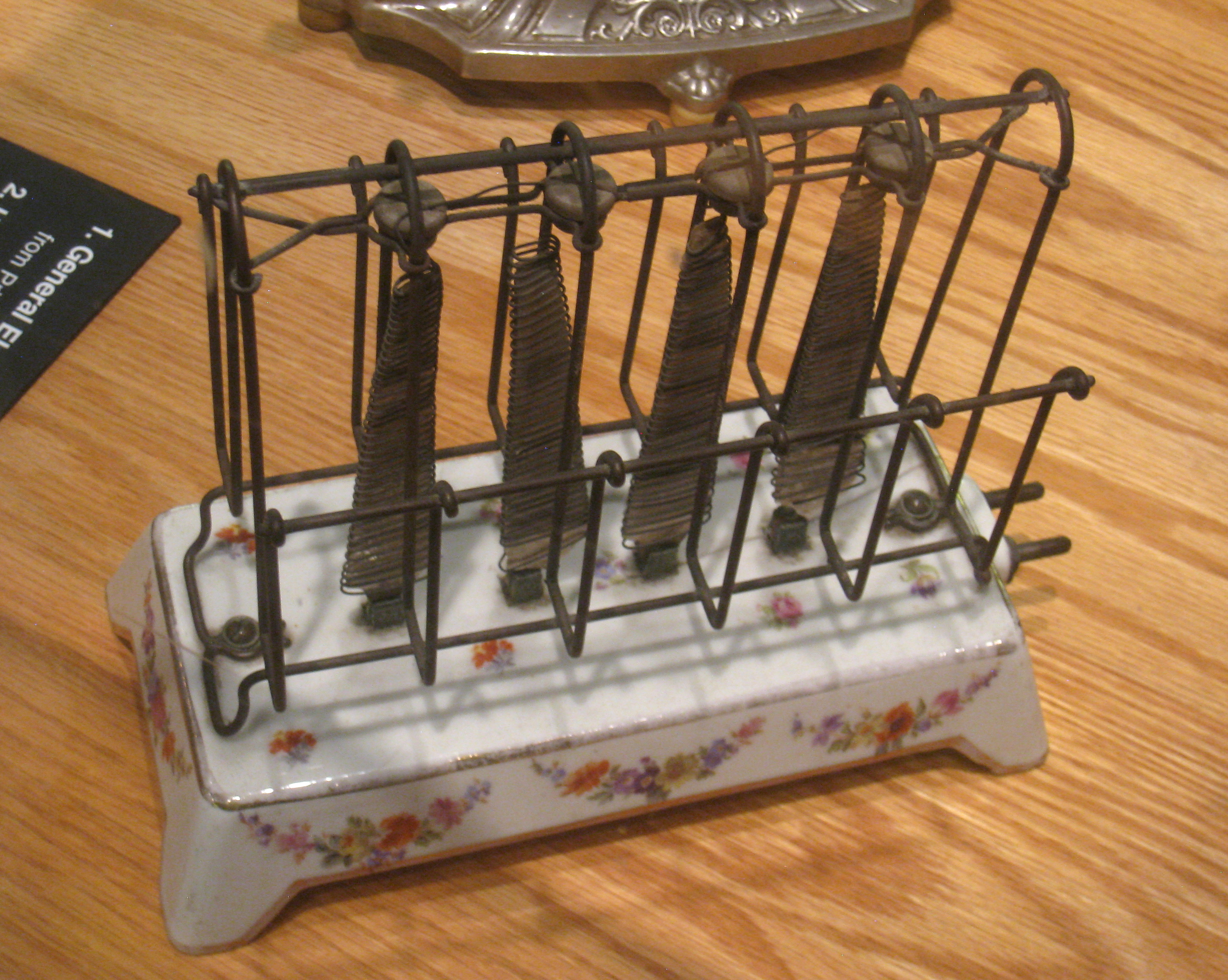
Grille-pain, modèle de General Electric, 1910.

Avec l'arrivée de l'électricité, une autre source de chaleur fait son apparition. Un nouveau modèle de grille-pain voit ainsi le jour, alimenté de manière autonome, sans nécessité de recourir à une flamme ou à un poêle. Grâce à cette source de chaleur plus concentrée, le grille-pain peut être installé sur une table ou un comptoir. On en distingue deux sortes :
- grille-pain plats : le pain est placé à plat sur un élément spiralé inséré dans un boîtier métallique ou en céramique. Ces grille-pain servaient également de réchaud, fonction supplémentaire pour compenser leur coût élevé ;
- grille-pain verticaux : une base en porcelaine ou en métal supporte une plaque de mica autour de laquelle sont enroulées des filaments chauffants. Le pain est disposé verticalement sur une grille placée devant les filaments. Cette position verticale a dès lors fixé l’identité du grille-pain.

Le grille-pain électrique évolue rapidement. La Pacific Electric Heating Company revendique la paternité du grille-pain électrique, avec son modèle « Hotpoint » dès 1905. Mais le grille-pain de la General Electric, breveté par Frank Shailor en 1909 et appelé D-12, devient le premier modèle populaire. En 1914, un dispositif pour retourner automatiquement le pain fait son apparition. Le premier grille-pain capable d'éjecter le pain au bout d'une durée de cuisson prédéfinie a été breveté par Charles Strite en 1919. Enfin, vers 1925, le Toastmaster, de la compagnie Waters Genter, permet de griller deux tranches en même temps et de régler le temps de cuisson avec un minuteur. Toutes ces innovations ont cependant été rendues possibles grâce à l'invention du nichrome.

## L'invention du nichrome
Plusieurs tentatives pour cuisiner à l’aide de fils chauffants se révélaient inefficaces en raison de la combustion trop rapide du fil chauffant ou des fissures trop fréquentes des matériaux (comme la céramique) censés isoler l’élément chauffant.
Il faut attendre l’invention du nichrome en 1905, par l’inventeur américain Albert L. Marsh pour résoudre ce problème. Il produit davantage de chaleur que l’acier en plus d’être très durable et facilement maniable. En 1912, Marsh développe un isolant capable de maintenir un fil spiralé de nichrome et pouvant émettre une chaleur intense. 
Malgré les coûts élevés de l’énergie électrique jusqu’aux années 1930, le nichrome donne véritablement naissance à l’industrie du chauffage et de la cuisson électriques. Le grille-pain suit la tendance. Durant cette évolution, deux autres problèmes seront résolus : le retournement de la tranche de pain et le temps d’exposition à la chaleur.

### Problème du retournement
Les premiers modèles de grille-pain étaient tous confrontés au problème de retournement du pain. Ainsi, le grille-pain vertical se présentait comme une source de chaleur placée entre deux tranches de pain. Cette solution offre l'avantage de pouvoir accueillir des tranches de pain d'épaisseur variable. En contrepartie, une seule face à la fois de la tranche est grillée de cette façon. Lorsqu'un côté est terminé, on doit retourner la tranche pour exposer l'autre face à la chaleur. Il faut être attentif à ne pas laisser le pain brûler.
Plusieurs dispositifs sont alors apparus sur les modèles pour faciliter le retournement et éviter de se brûler les doigts, comme les grilles pivotantes manipulées par des poignées de bois. Des modèles offrant différentes solutions seront commercialisés jusqu'à la fin des années 1940. Mais déjà à la fin des années 1920, le Toastmaster d'Everett Worthington propose un modèle à une seule fente dans laquelle une tranche de pain est introduite entre deux sources de chaleur. Le pain est donc grillé des deux côtés simultanément. L'invention de ce dispositif a été favorisée par l'apparition du pain déjà tranché à l'achat, ce qui permettait d'obtenir des tranches d’une épaisseur constante. Le pain tranché et préemballé Wonder Bread (en), inventé par Otto Frederick Rohwedder et commercialisé par la Continental Baking Company (en), est rapidement adopté par les consommateurs. L'idée sera reprise par toutes les boulangeries.

### Problème du temps
Le deuxième problème lié à l'évolution du grille-pain est celui du temps d'exposition du pain à la chaleur pour qu'il soit grillé et non brûlé. Comme l'opération de griller le pain était auparavant entièrement manuelle, il devenait nécessaire de toujours surveiller le pain pour éviter de le brûler.
Le Toastmaster va également résoudre ce problème en offrant une minuterie. En abaissant la manette pour descendre le pain dans la fente, on actionne non seulement la source de chaleur mais également la minuterie. Lorsque le temps présélectionné est écoulé, la manette remonte automatiquement, éteignant l'élément chauffant et sortant le pain de la fente. Cette innovation majeure deviendra la norme de pratiquement tous les grille-pain à venir.
Cependant, cette solution présente l'inconvénient de trop griller les tranches insérées après une première utilisation, puisque l'élément chauffant est encore chaud. Il est donc nécessaire d'ajuster le temps d’exposition en conséquence. C'est pourquoi on verra apparaître des modèles basés sur la température plutôt que sur le temps. Lorsqu'une certaine température est atteinte, le pain est éjecté. Là encore, toutefois, si on insère de nouvelles tranches, l'éjection peut s'effectuer prématurément puisque l'élément est déjà chaud.

## Design et fabrication

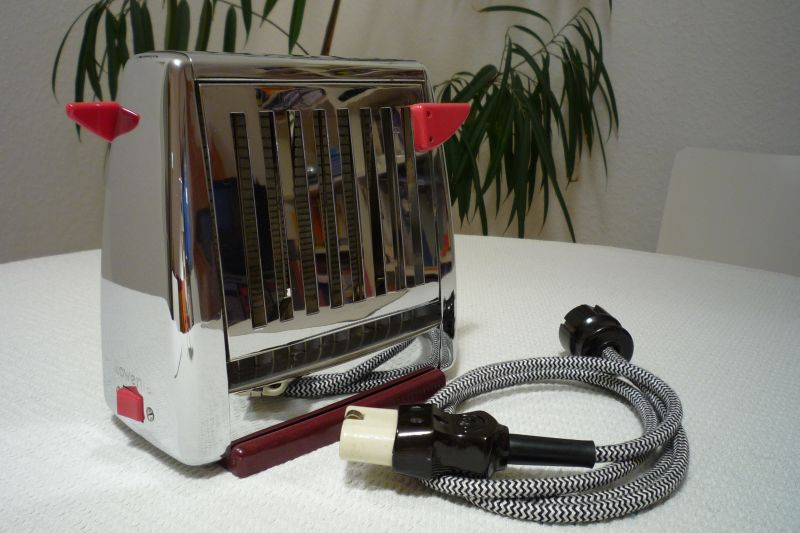
Grille-pain Rowenta, années 1950.

La notion de design des grille-pain commence véritablement avec l'arrivée des modèles électriques, en particulier les modèles verticaux. Les premiers modèles en métal exposaient les filaments électriques. Peu après, des rabats furent ajoutés pour mieux conserver la chaleur. D'abord ajourées, ces petites portes deviendront bientôt opaques et miroitantes.
Le premier modèle Toastmaster sera constitué d’un boîtier de métal chromé avec un petit piédestal pour l’isoler de la surface sur laquelle il était déposé. Vers 1930, le Toastmaster classique de Jean Otis Reinecke (en) offre deux fentes pour le pain dans un luxueux boîtier de forme arrondie, chromé et poli, avec manettes de plastique. Le chrome utilisé pour ses qualités anticorrosives le sera également pour ses qualités de réflexion. Jusqu’aux années 1970, les grille-pain offriront des surfaces miroitantes, agrémentées seulement de gravures ou d'embossages.
La couleur apparaît au début des années 1960, notamment avec le modèle Proctor Silex (en), et remplace progressivement le chrome. Toutes les variantes de couleur, comme celui en rouge de la compagnie Moulinex, sont proposées, souvent avec des motifs. La compagnie Sunbeam Products (en) va même proposer un modèle de boîtier en verre sur lequel des formes stylisées sont sérigraphiées.
Pour contrer l'inconvénient du chrome qui devient très chaud en grillant le pain, des boîtiers en plastique, dont l'isolation permet de manipuler l'appareil même après usage, font leur apparition à peu près au même moment.
Tout au long de cette évolution, différents dispositifs se retrouvent sur les modèles :
- sans volets ;
- à poussoir ;
- à volets basculants indépendants simples ;
- à volets basculants reliés simples ;
- à volets basculants reliés doubles ;
- à insertion manuelle et extraction automatique ;
- à insertion et extraction automatiques ;
- avec fentes parallèles ou rectilignes.

## Fonctionnement
Un grille-pain utilise les propriétés du rayonnement infrarouge pour chauffer un morceau de pain. On produit cette radiation en faisant passer un courant électrique à travers un alliage nickel-chrome en bobine, ce qui, par effet Joule, produit de la chaleur.
Le temps de cuisson d'une tranche de pain peut varier du simple au double suivant les préférences.
Le pain grillé contient moins d'eau que l'original (environ 35 % de la masse d'eau est évaporée). Il est plus chaud et un peu caramélisé. La caramélisation est due à un processus chimique au cours duquel l'amidon se brise sous l'effet de la chaleur en simples sucres. C'est pourquoi un pain grillé a un goût plus sucré qu'un pain non grillé. Contrairement à de nombreux aliments qui voient leur index glycémique augmenter pendant la cuisson, le pain grillé a un index glycémique plus faible que le pain non grillé.

## Quelques appareils marquants
- D-12 de General Electric : premier modèle électrique populaire.
- Toastmaster 1-A-1 : premier modèle électrique automatique.
- Sunbeam T0 : appareil populaire vendu de 1949 à 1996, il n'offrait aucune manette ou bouton. Il suffisait d'insérer le pain dans la fente dont il ressortait une fois grillé.
- Sunbeam T9 : vendu au début des années 1940 aux États-Unis. Son boîtier est en chrome et en forme de demi-lune. Il a été conçu par George Scharfenberg. Il offre deux fentes parallèles, deux poignées et deux boutons de réglage, un pour contrôler le temps d'exposition à la chaleur (et donc le niveau de grillage du pain) ; l'autre pour l'éjection automatique du pain ou pour le garder au chaud dans l’appareil.

## Aspects sociaux
Le grille-pain sera rapidement considéré comme un appareil domestique essentiel. Les premiers appareils automatiques réservés uniquement au pain grillé étaient perçus comme des objets de luxe, surtout au sortir de la Grande Dépression. Leur acquisition témoigne d'une certaine réussite sociale. Dès lors, le grille-pain se retrouvera fréquemment dans les cadeaux de mariage et s'intégrera graduellement à la panoplie des appareils de cuisine, avec souvent un design recherché, des couleurs vives et des fonctions diverses, comme un thermostat à plusieurs niveaux, un ramasse-miettes, un réchauffe-viennoiserie, etc.
Des motifs commémoratifs apparaissent à l'occasion sur les grille-pain, comme le modèle Toastmaster Bicentennial Toaster pour le 200e anniversaire de l'Indépendance américaine.

## «Grille-pain volants»
En 1973, le groupe de rock Jefferson Airplane sort l'album Thirty Seconds Over Winterland : le dessin de pochette représente des grille-pain volants (voir l'article anglais).
En 1989, la société Berkeley Systems commercialise une suite d'économiseurs d'écran « After Dark ». Le plus célèbre d'entre eux restera Flying Toasters (Grille-pain volants), représentant des grille-pain des années 1940 équipées d'ailes et traversant l'écran (voir After Dark (software) (en)).
Quand la société Delrina créa un économiseur concurrent avec des grille-pain semblables, Berkeley Systems lui fit un procès – qu'elle gagna – en 1993.
Quand Jefferson Airplane en retour attaqua Berkeley Systems, le groupe de rock perdit son procès : ils n'avaient jamais déposé le modèle de la pochette comme marque.

## Filmographie
Le grille-pain est utilisé comme effet comique dans le film Le Placard, de Francis Veber, diffusé en 2001, dans lequel un grille-pain éjecte le pain grillé par la fenêtre, sous le regard ahuri de Daniel Auteuil.
Le film Le Petit Grille-pain courageux (The Brave Little Toaster) est un film d'animation de Jerry Rees, de 1987.

## Variantes d’utilisation
Le grille-pain four, vendu par la compagnie General Electric durant les années 1950, permettait à la fois de griller le pain et de réchauffer des aliments placés dans un réceptacle. La compagnie Empire a lancé sur le marché, durant les années 1960, le modèle TravlToast, conçu pour être branché sur la prise briquet d’une voiture.
En 1967, le Toast-R-Oven de General Electric, offre une porte vitrée pour pouvoir surveiller la cuisson. Ce type d'appareil offre davantage de versatilité qu’un simple grille-pain, permettant ainsi d’accueillir de nouveaux produits, comme les bagels, les gaufres ou les viennoiseries. En France, il a fallu attendre 1974 pour que la compagnie Seb invente un grille-pain spécialement pour le pain baguette.

## Galerie

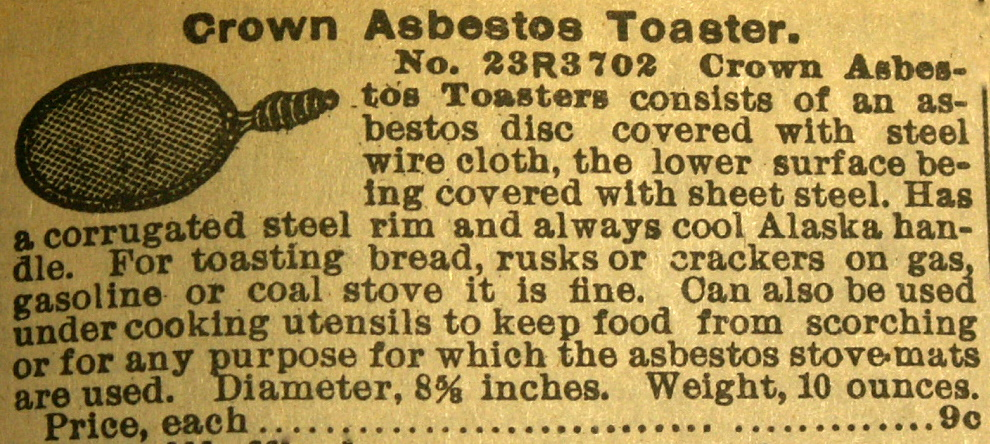
Grille-pain offert dans le catalogue Sears Roebuck de 1902.
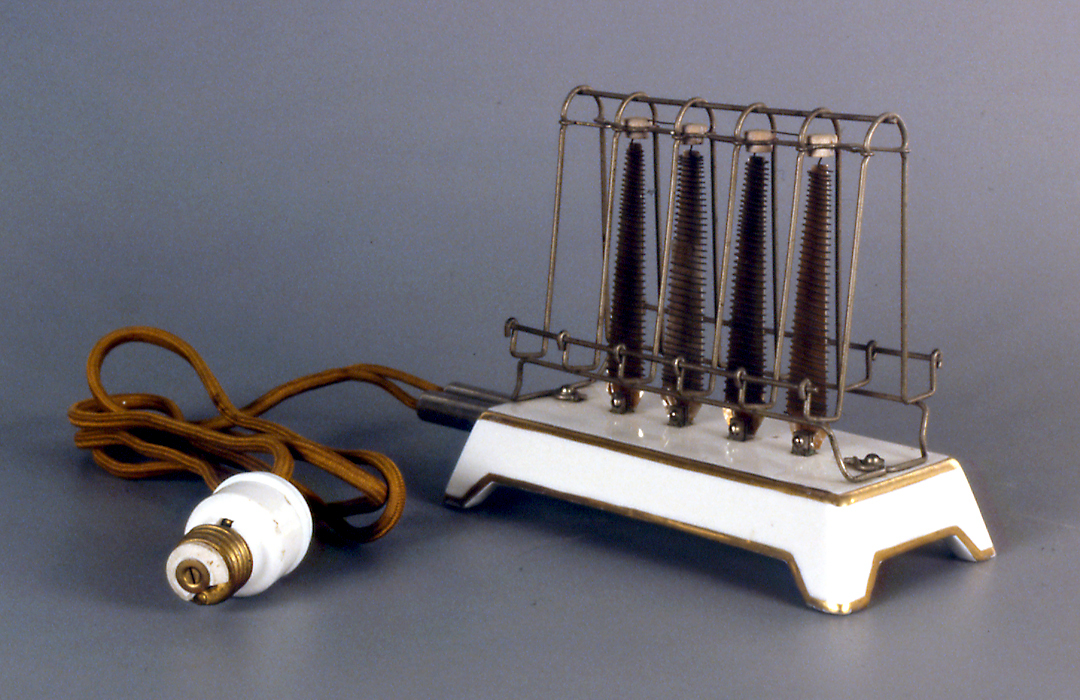
Exemple du modèle D-12.
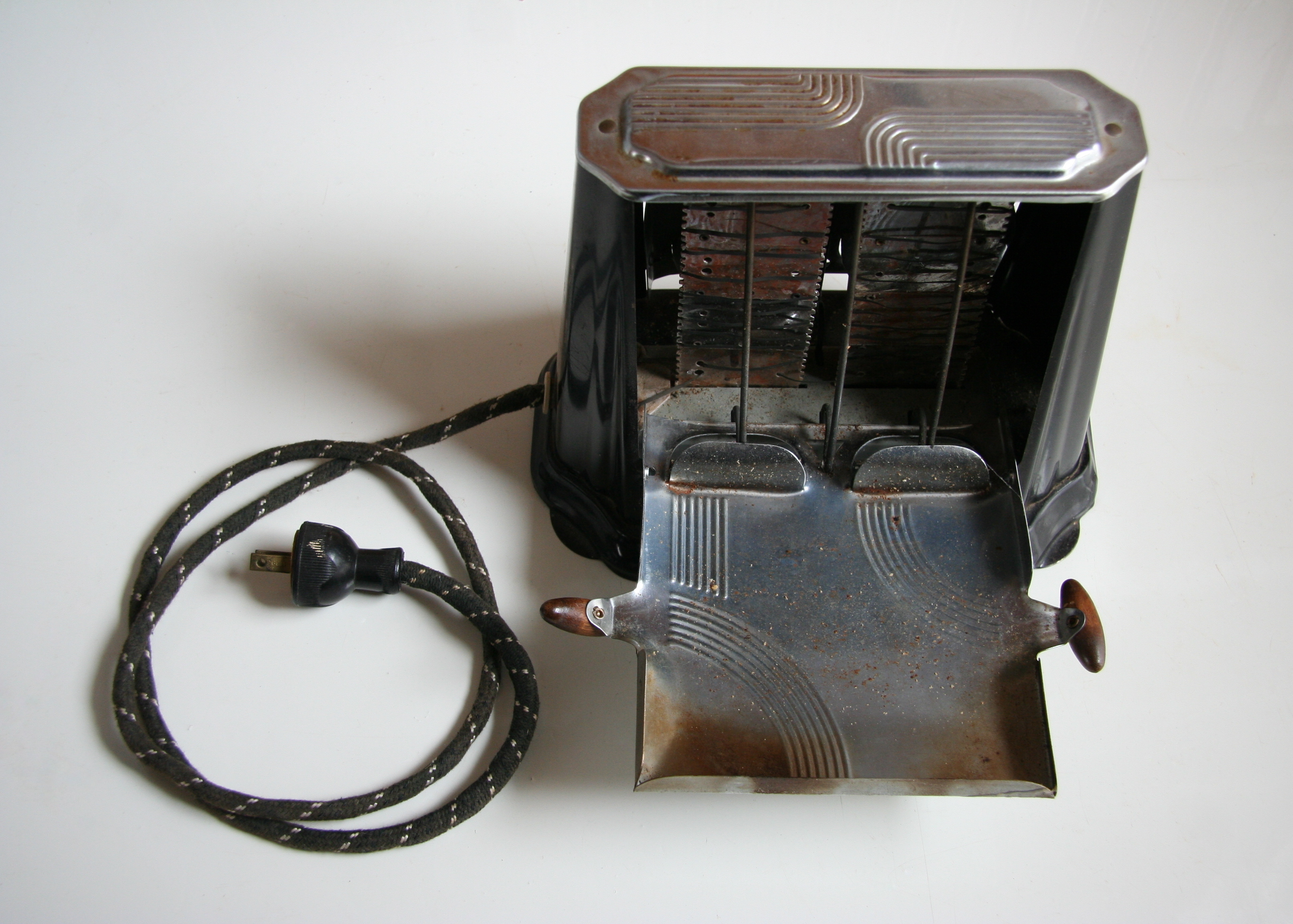
Vieux grille-pain avec volets basculants.
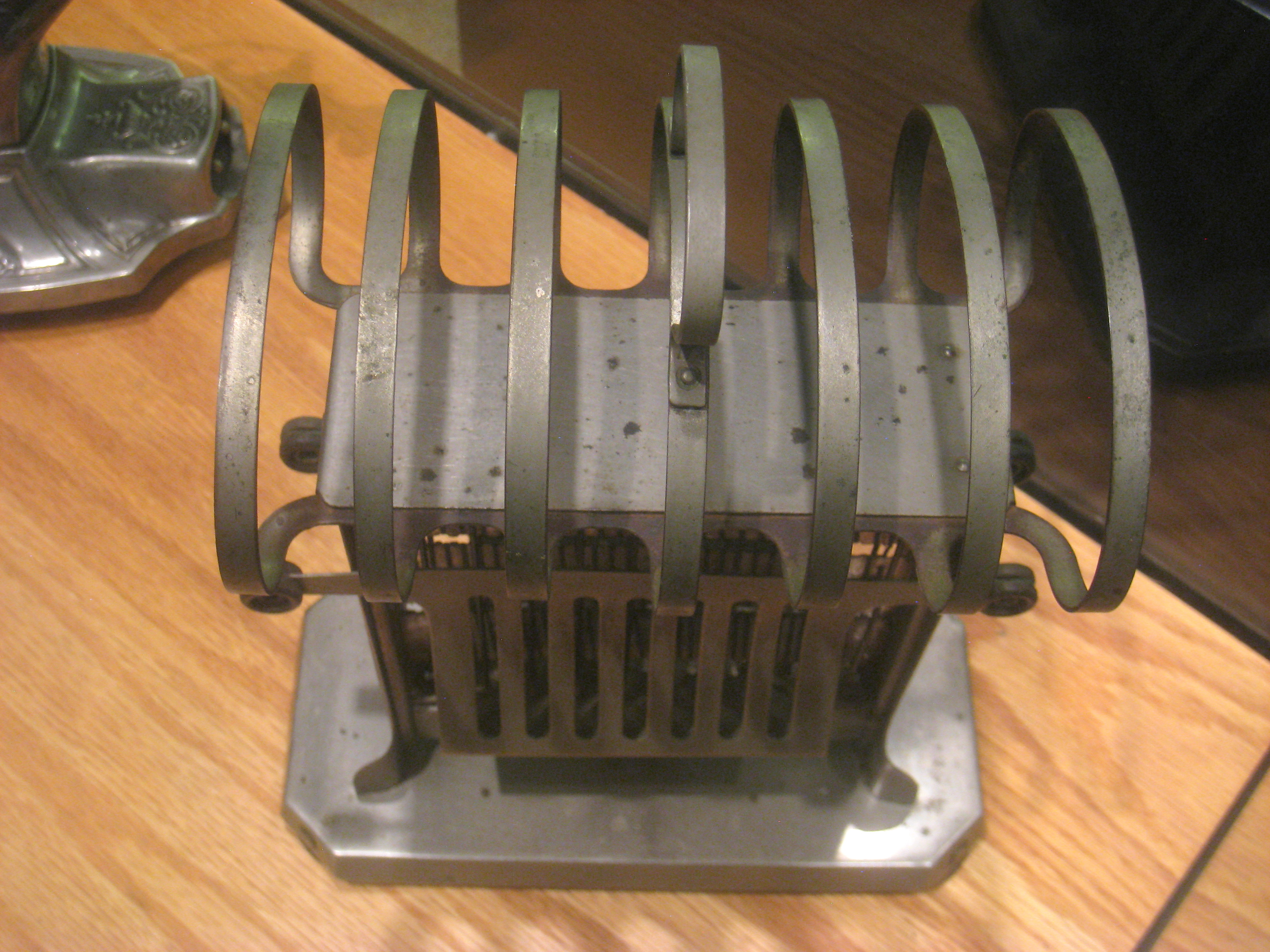
Grille-pain Universal modèle E945, autour de 1920.
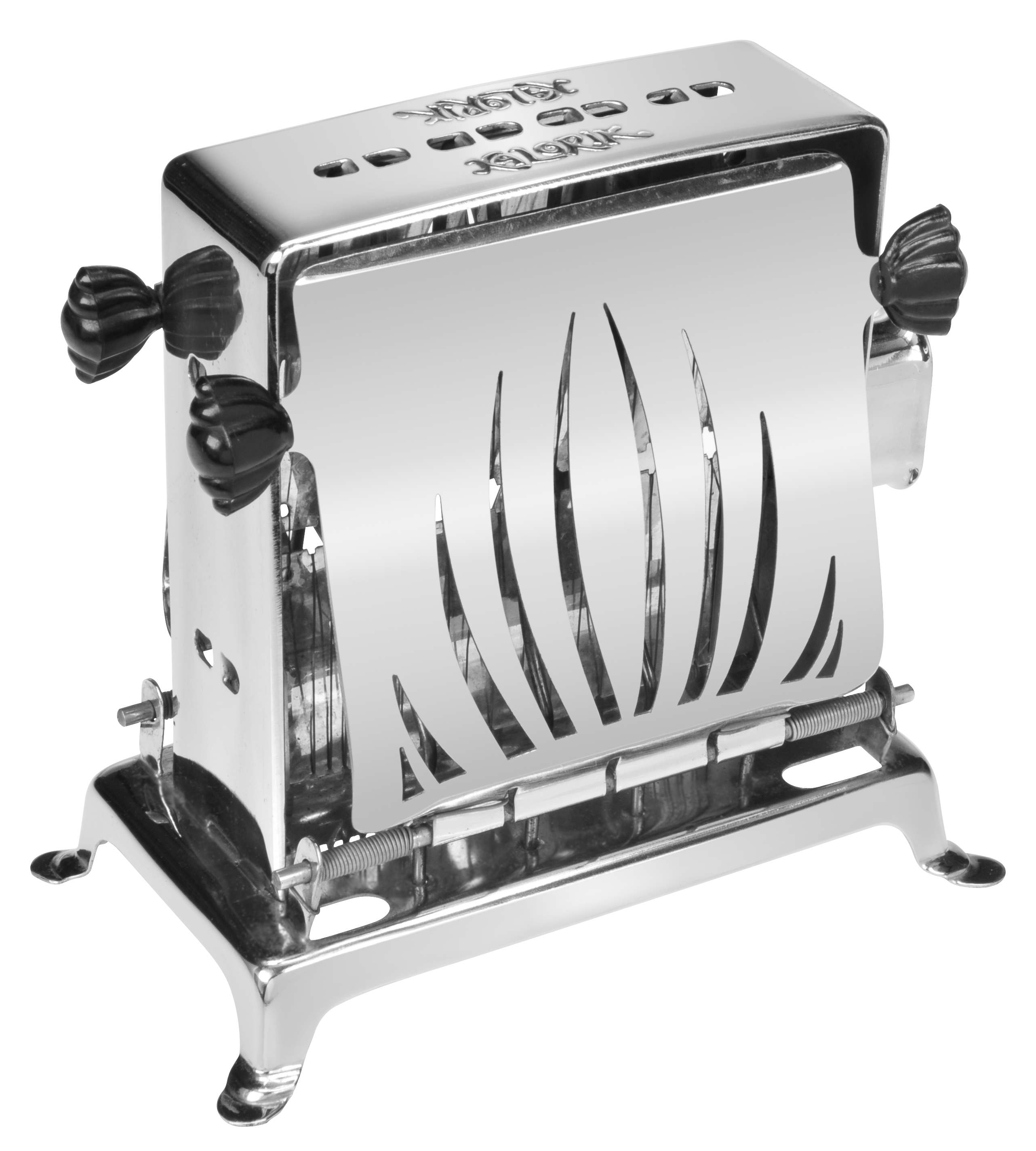
Grille-pain à volets basculants ajourés.
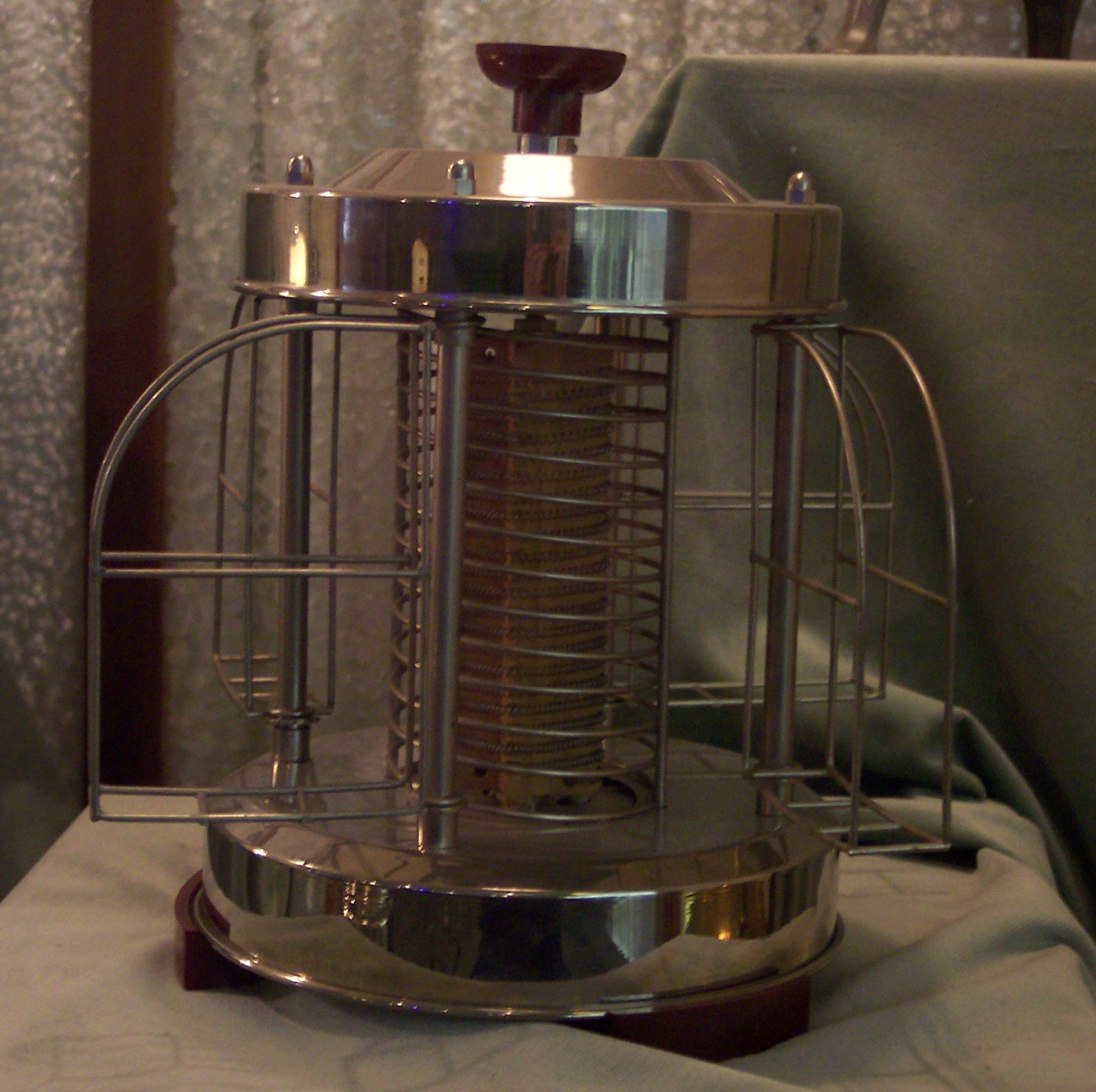
Grille-pain avec grilles pivotantes.
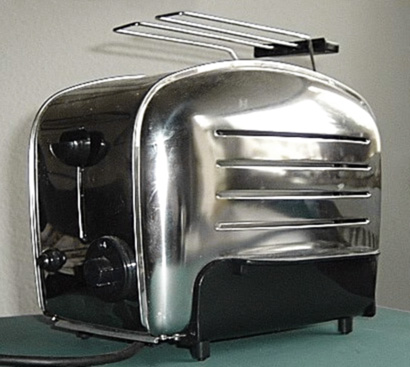
Un grille-pain avec un support pour garder le pain au chaud.
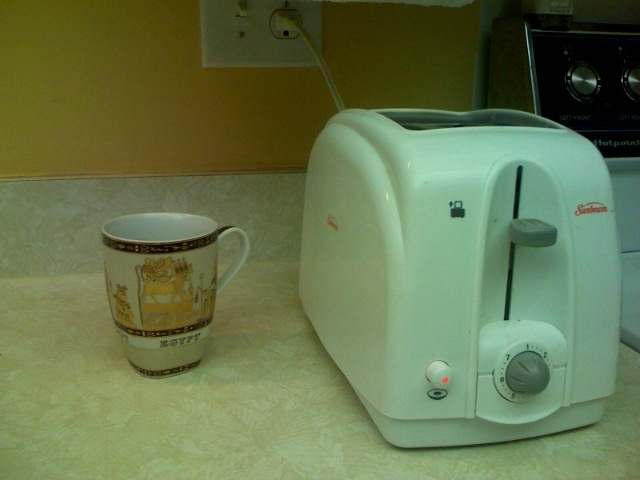
Grille-pain Sunbeam avec boîtier en plastique coloré.